# Akoesto-optica
De akoesto-optica behandelt de wisselwerking tussen akoestica en optica.
In de meeste gevallen, komt het erop neer, dat een ultrasone geluidsbron akoestische golven opwekt in een geschikte vaste stof, zoals een lithiumniobaat kristal. Die akoestische golven veroorzaken in de vaste stof dan een verandering in de brekingsindex. Een lichtstraal afkomstig van een laser zal de vaste stof dus ondervinden als een rooster, ook tralie genoemd, en er zal overeenkomstig buiging, ook diffractie genoemd, optreden. De voorwaarde daartoe is, dat de akoestische golflengte van het geluid in de vaste stof vergelijkbaar is met de optische golflengte van het laserlicht. Dit verklaart, waarom het geluid ultrasoon moet zijn en waarom speciale stoffen zoals lithiumniobaat toepassing vinden.

## Toepassingen
Een veel voorkomende toepassing is het moduleren of aan- en uitschakelen van een helium-neonlaser. Dit vindt toepassing in laserprinters en laserplotters.
Een andere toepassing is de zogenaamde Q-switch van een continue Nd:YAG laser. Een Nd:YAG laser wordt continu gepompt met een krypton booglamp. Een akoesto-optische cel in het pad van de laser belemmert de laserwerking. Als de cel geschakeld wordt zodat ze het licht ongehinderd doorlaat, dan ontstaat een plotse verhoging van de kwaliteitsfactor Q van de laserresonator. Daardoor ontstaat een korte (100 nanoseconde) puls met een hoog piekvermogen. Toepassing hiervan is lasermarkeren van metalen en kunststoffen en ook lasertrimmen van bijvoorbeeld weerstanden en kwartskristallen.
Een andere toepassing is een snelle fouriertransformatie. Een elektrisch signaal waarvan de Fouriertransformatie gewenst is, wordt aan een akoesto optische cel aangelegd. Licht van een laser passeert de cel. Daarna staat een lens op een afstand van één brandpuntsafstand. Eén brandpuntsafstand na de lens staat een diodenarray die het licht opnieuw in een elektrisch signaal omzet. Door de eigenschappen van lenzen is op die manier de fouriertransformatie van het oorspronkelijk signaal beschikbaar met lichtsnelheid. Een toepassing hiervan is in de militaire luchtvaart, om snel de frequenties van een inkomende radarbundel te bepalen om die eventueel te storen.